# Megavirus
Megavirus är ett virussläkte där bara en art hittills har identifierats, Megavirus chilensis. Megavirus är stora virus, och manteln har en total diameter på omkring 680 nm (en knappt tusendels millimeter). Megavirus är ett av världens största identifierade virus och klassas som ett jättevirus.

## Upptäckt
Megavirus upptäcktes i april 2010 utanför Chiles kust, nära stationen Las Cruces. Vattenproverna hämtades av Prof. Jean-Michel Claverie och Dr. Chantal Abergel från Structural & Genomic Information laboratory vid IGS, CNRS och Aix-Marseille Université. Man kunde isolera viruset genom “sam-kulmination” med olika laboratioriesträngar av Acanthamoeba. Dessa kom från arterna A. polyphaga, A. castellanii och A. griffini. Allt följdes enligt ett protokoll designat av Dr. Timothy Rowbotham för att isolera intracellulära parasitiska bakterier. 

## Beskrivning
Megavirusets kapsid tycks ha formen av en hexagon som i svepelektronmikroskop ser gråaktig ut. Egentligen utgörs dess morfologi en oregelbunden ikosaeder. Detta beror på att bilder ofta tas från en viss vinkel av viruset. Själva kapsiden har en diameter på 440 nm och är omgiven av bakterieliknande kapsulärt material som är 75-100 nm tjockt. I mitten av kapsiden finns virusets genetiska material, som skyddas av denna. Megavirus har dubbelsträngat DNA, och virusets inre ser ofta mörkt ut på bilder. Virusets kärna skyddas av två lipidmembraner som består av en lång kedja av diverse virala proteiner, vilket kallas för det transkriptionella komplexet. 
Virusets DNA kodar bland annat för koppar, zink superoxid dismutas (Cu,Zn-SOD). Superoxid dismutas är ett enzym som katalyserar nedbrytningen av superoxidradikalen O2- till vanliga syremolekyler och väteperoxid (H2O2). SOD hjälper Megavirus att motstå oxidativ stress och skydda dess kapsid, men även att bibehålla en stabil enzymaktivitet. SOD polymererna som Megavirusets DNA kodar för är stabila, skiljer sig från cellulärt SOD och tillåter med stor sannolikhet Megaviruset att infektera många eukaryotiska värdceller för förökning.
Eftersom virusets isolerades efter upptäckten utanför Chiles kust är det inte helt klarlagt vilka eukaryotiska celler eller andra mikrober, förekommande i Stilla havet, som Megaviruset använder som värd. Megavirusets gensekvenser visar dock att viruset måste reagera på metallbindning, aktivt Cu,Zn-SOD och att resistans till oxidativ stress spelar en avgörande roll i evolutionen av stora DNA-virus. Megaviusets värd är därför med största sannolikhet eukaryotiska celler innehållande Cu,Zn-SOD. Enzymet var överflödigt vid isoleringen när Megaviruset infekterade ambödor av släktet Acanthamoeba.

## Genom och evolution
Megavirusets genom består av 1,2 miljoner baspar som kodar för 1120 olika proteiner. Genomet utgörs av dubbelsträngat DNA. Genomet är det största som upptäckts i något virus. Även om Megavirusets närmsta släkting, Mimiviruset, har kapsid med större diameter, är dess DNA mindre än Megavirusets.
SMRT-PCR användes för att sekvensera Megavirusets DNA. Metoden användes för att sekvensera en enda DNA molekyl som mall och avslöjade att Megavirusets DNA innehåller rikligt med adenin-tymin bindningar (A-T bindningar) som utgör ca 75 % av virusets genom.
Analysen av Megavirusets DNA påvisade också att många gener saknar ortologer hos den närmaste släktingen, Mimiviruset. Omkring 258 proteiner saknar homologer, och 214 av dem saknar också signifikant liknande sekvenser som kan matchas med andra virus. Det krävs dock fortsatta genanalyser av andra jättevirus för att samla information om hur Megavirusets evolution och förfäder såg ut. Andra upptäckta jättevirus har genom som är nästintill identiskt med Mimivirusets.
Troligtvis uppstod både Mimi- och Megaviruset från en gemensam molekylär förfäder som kunde utföra proteinsyntes, eftersom en jämförelse av DNA sekvenser mellan båda virus visade att en del gener förekommer gemensamt mellan dem och att dessa fungerar i proteinsyntesen.
De 258 gener som saknar homologer i Megavirus och 186 gener i Mimivurset som saknar motsvarighet i Megavirusets genom härrör från den gemensamma förfadern. Totalt kodade förfaderns genom troligtvis för 1038 proteiner, om Megavirusets och Mimivirusets 594 ortologa gener adderas.Detta antal förutsätter att inga gener förlorats under evolutionens gång. Troligtvis finns det virus med ännu större arvsmassa. Dessa behöver upptäckas för att få en bättre uppfattning över evolution och genom hos stora DNA-virus.